# Birger von Cotta-Schønberg
Birger von Cotta-Schønberg, född 3 februari 1889 i Köpenhamn, död 11 februari 1958, var en dansk skådespelare och regissör. Han var gift med skådespelaren Clara Nebelong och farbror till Ibbermand Schønberg
Cotta-Schønberg filmdebuterade vid Nordisk Film 1908 och medverkade 1911-1918 i en lång rad stumfilmer. Utöver de filmer producerade av Nordisk Film medverkade han i ett par av Frans Lundbergs filmer. Han dömdes 1947 av Byretten till tre års fängelse för att ha främjat tyska intressen under andra världskriget.  

## Filmografi (urval)
- 1910 – Massösens offer
- 1912 – Den levande döde
- 1913 – Prinsesse Elena
- 1915 – Ned med våbnene
- 1918 – Himmelsskeppet